# عنايات الزيات
عنايات الزيات (23 مارس 1936- 5 يناير 1963) كاتبة مصرية ولدت في القاهرة، تُعد من أبرز الكاتبات المنتحرات في مصر، كتبت رواية وحيدة أثارت إعجاب العديد من النقاد والكُتّاب المصريين، وهي رواية «الحب والصمت» الصادرة عام 1967م بتقديم الكاتب مصطفى محمود، وقد كان انتحارها الغامض في سن الشباب وصدور روايتها بعد موتها سببًا لظهور اسمها في عالم الرواية العربية آنذاك، كما تم إنتاج فيلم سينمائي ومسلسل إذاعي مستوحان من الرواية، وقد عاود اسم «عنايات الزيات» الظهور مجددًا بعد غياب حين أعادت «دار المحروسة» طباعة روايتها عام 2019، وفي نوفمبر 2019 كتبت عنها الشاعرة إيمان مرسال كتابًا يتتبع أثرها، ويحاول كشف سيرتها الذاتية والسر وراء انتحارها بعنوان «في أثر عنايات الزيات». نُشرت الطبعة الثانية من كتاب «في أثر عنايات الزيات» في يناير 2020 كما صُدرت الطبعة الثالثة في مارس 2020.

## الأحداث
يعتبر  الحوار الذي صدر في مجلة المصور في 16 مايو 1967 بعنوان «نادية لطفي تروي سر إنتحار عنايات الزيات»  من أبرز مصادر المعلومات المتاحة عن الكاتبة عنايات الزيات، حيث تشير فيه نادية لطفي إلى أن عنايات الزيات كانت زميلة الطفولة المبكرة لها، وأنها جلست بجوارها بالمدرسة وأكتشفت أنها تحب الرسم مثلما تحبه نادية لطفي. وفي هذا الحوار، تشير نادية لطفي إلى أنهما كانتا تذاكران معاً، وتذهبان إلى السينما معاً.وتشير نادية لطفي إلى أن عنايات قد دفعت بروايتها «الحب والصمت» إلى الناشرين فتلكؤوا في الرد عليها، ثم جاءها الرد من الناشرين بأن الرواية لاتصلح للنشر.
كانت عنايات الزيات وسيطة العقد بين شقيقتين: عايدة وعظيمة. وتروي نادية لطفي في حوار مع الكاتبة إيمان مرسال أن عنايات الزيات كانت تربطها علاقة قوية بوالدها عباس الزيات، حيث كان الوالد قريباً من بناته وخصوصاً من عنايات، حيث كان يأخذ بناته إلى المسرح والسينما.
قد ضاقت عنايات الزيات بالمدرسة فتركتها في عام 1955،  وتزوجت في 1956 من "كمال بن شاهين"، وتروي نادية لطفي أن عنايات بدأت تواجه المتاعب في حياتها الزوجية، وأنها قد ندمت على عدم استكمال دراساتها وزواجها. وقد واجهت عنايات الزيات واقعاً قاسياً بعد طلاقها. ووفق المعلومات المتوافرة، أسفر زواج عنايات الزيات عن ابن وحيد "عباس شاهين" الذي تخرج من كلية الآثار وتزوج ومات صغيراً وفق ما ورد في كتاب "في أثر عنايات الزيات" ، وأن عنايات قد تركت خطاباً لابنها تعتذر له عن عدم قدرتها على تحمل الحياة القاسية المظلمة".
في 18 مارس 1967، كتب أنيس منصور مقالة في جريدة الأخبار القاهرية بعنوان «ولكن صدر كتابها بعد وفاتها بسنوات»  حيث أشار فيها إلى قيام عنايات الزيات بعرض انتاجها الأدبي – الذي وصفه «بالمتواضع»  من مقالات ومشروع قصص قصيرة وتأملات رغبة منها في الاستفادة برأيه. وتشير إيمان مرسال في كتابها أن الكاتب أنيس منصور كرس معظم المقالة لعرض أحداث الرواية ومقتطفات منها، ولكنه أثناء ذلك قدم معلومات متناثره لما يعرفه عن عنايات ومنها أنه أعطى لها ملاحظاته على مسودة الرواية، وهي رفضت أن تأخذ بها، كما أشار إلى أن الكاتبة لا تعرف اللغة العربية إلا بصعوبة وأن كل دراساتها بالألمانية.

الحياة الشخصية
تزوجت عنايات الزيات رجلًا ســيء الطبع والخلق، وأنجبت منه ولدًا ثم طُلقت، وظل ابنها معها حتى انتقلت حضانته لأبيه بعد سبع سنين، كان ابنها يزور أباه وزوجة أبيه الجديدة باستمرار فكانوا دائمًا يقلبونه على أمه "عنايات"، يعود الولد لأمه مشحونًا بالكلام شحنًا زائدًا مخيفًا.. يخرج من بيت أمه على خير، ثم يعود لها كارهًا، لدرجة أنه كان يرفض أن يناديها  " ماما".
كبر ابنها بعد انتقال حضانته لأبيه قليلًا، لكنه كبر على البوح بالكــراهية. رجع مرة من عندهما، وقابلته أمه فاردةً ذراعيها لتحتضنه فقال لها بتهكم: إزيك يا طنـط.
دخلت بعدها في رحلة اكتئابٍ مريرة وكتبت في إحدى يومياتها:
نحن لا نملك أحدًا ولا يملكنا أحد.. 
الحياة تتغير، والأشخاص، ولا شيء يبقى حتى الأبناء...
حتى الذين تكوَّنوا بداخلنا 
وتغذوا على دمــائنا،
ودفعنا ثمنهم آلامَ المخاض المروعة..
حتى هذا الذي ورثَ بعض صفاتي.. وملامحه ملامحي،
حتى هذا الذي ابتسامته ابتسامتي..
وإصبع قدمه الصغيرة المعوجة..
مثلها بقدمي..
حتى هذا الذي أرضعته مع اللبن حبي..
حتى هذا الذي أرقتُ لينام..
حتى هذا يتغير..
حتى هذا ينساني..
إنه لم يرَ الحياةَ بعد..
ثم انتحــ،،ـرت بعد فترة قصيرة إثر هذه الكلمة التي قالها لها ابنها " إزيك يا طنط"
هذه قصة الكاتبة الراحلة عنايات الزيات كاتبة مصرية لم تنشر غير رواية واحدة اسمها "الحب والصمت".. ونُشرت بعدما ماتت بسنة.